# Spoorlijn Düren - Neuss
De spoorlijn Düren - Neuss is een Duitse spoorlijn en als lijn 2580 onder beheer van DB Netze.

## Geschiedenis
De spoorlijn werd door de Rheinische Eisenbahn-Gesellschaft geopend op 1 september 1869. In 1976 werd wegens de bruinkoolwinning middels dagbouw het gedeelte tussen Bedburg en Gustdorf verlegd. In 1996 werd het gedeelte tussen Düren en Bedburg gesloten.

## Treindiensten

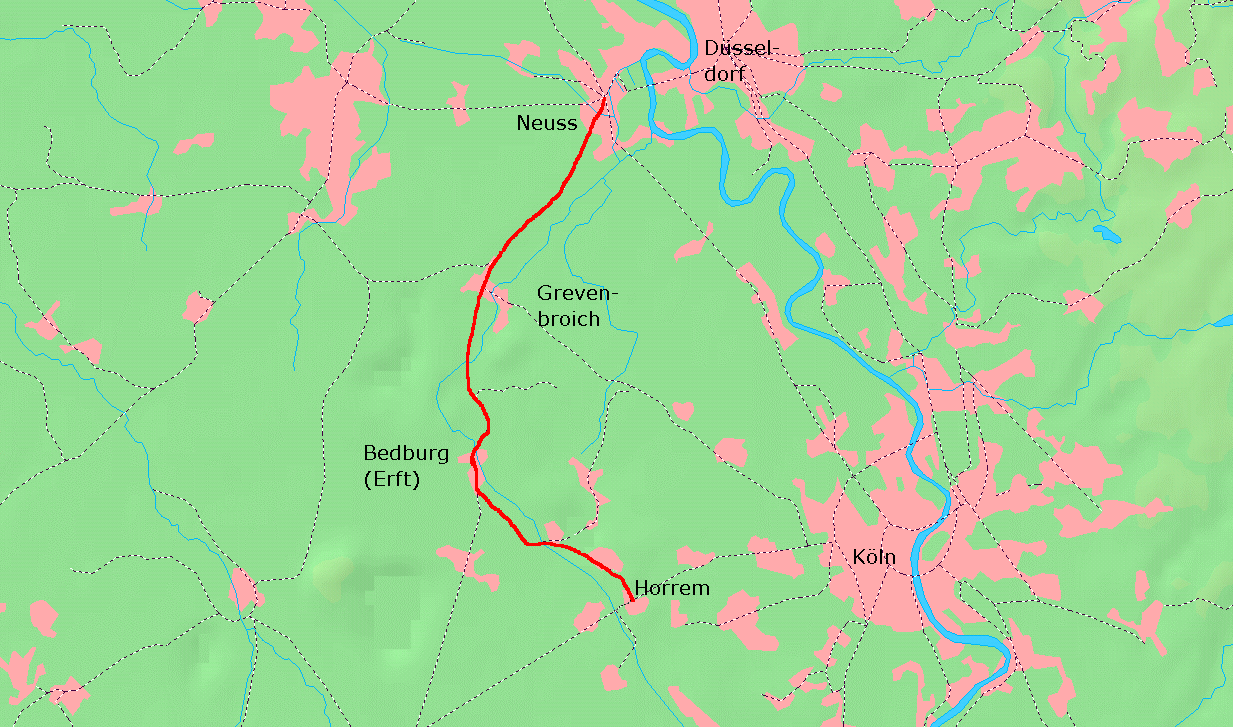
Kaart verloop Erftbahn (RB 38) van Horrem via Bedburg en Grevenbroich naar Neuss

De kaart rechtsboven in de marge is sedert circa. 2010 verouderd. De lijn begint sedert circa 2015 op Station Horrem (met overstapmogelijkheid naar Keulen en Aken).
| Serie | Treinsoort                  | Route                                                                               | Bijzonderheden   |
| ----- | --------------------------- | ----------------------------------------------------------------------------------- | ---------------- |
| RB 38 | Regionalbahn (DB Regio NRW) | Köln Messe/Deutz – Köln Hbf – Quadrath-Ichendorf – Bergheim (Erft) – Bedburg (Erft) | Erft-Bahn        |
| RB 39 | Regionalbahn (VIAS GmbH)    | Bedburg (Erft) – Grevenbroich – Neuss Hbf – Düsseldorf Hbf                          | Düssel-Erft-Bahn |

## Aansluitingen
In de volgende plaatsen is of was er een aansluiting op de volgende spoorlijnen:
Düren
DB 2585, spoorlijn tussen Düren en Euskirchen
DB 2600, spoorlijn tussen Keulen en Aken
DB 2622, spoorlijn tussen Keulen en Düren
DB 9304, spoorlijn tussen Jülich en Düren
DB 9306, spoorlijn tussen Düren en Heimbach
Elsdorf
DB 2603, spoorlijn tussen Elsdorf Ost en Zieverich
Bedburg
DB 2581, spoorlijn tussen Bedburg en de aansluiting Martinswerk
DB 2582, spoorlijn tussen Bedburg en Ameln
Grevenbroich
DB 2611 spoorlijn tussen Keulen en Rheydt
Holzheim
DB 2619, spoorlijn tussen Rommerskirchen en Holzheim
Neuss Nordkanal
DB 2532, spoorlijn tussen Neuss Nordkanal W1 en Neuss Nordkanal W7
Neuss Hauptbahnhof
DB 2525, spoorlijn tussen Neuss en de aansluiting Linderhausen
DB 2530, spoorlijn tussen Neuss en Neersen
DB 2533, spoorlijn tussen Neuss en de aansluiting Erftkanal
DB 2534, spoorlijn tussen Neuss en Düsseldorf-Oberkassel
DB 2536, spoorlijn tussen de aansluiting Steinhausstraße en Neuss
DB 2550, spoorlijn tussen Aken en Kassel
DB 2610, spoorlijn tussen Köln en Kranenburg